# Souper Ligka Ellada 2018-2019
La Souper Ligka Ellada 2018-2019 è stata l'83ª edizione della massima serie del campionato greco di calcio, la 60ª a girone unico. Il campionato è iniziato il 25 agosto 2018 e si è concluso il 5 maggio 2019.  Il campionato è stato vinto dal PAOK alla penultima giornata, dopo 34 anni dall'ultima volta.

## Stagione

### Formula
Le squadre partecipanti sono sedici e disputano un girone di andata e ritorno per un totale di 30 partite.
Le ultime tre classificate retrocedono direttamente in Football League. La quart'ultima dovrà disputare il play out contro la seconda classificata della Football League.
Il punteggio prevede tre punti per la vittoria, uno per il pareggio e nessuno per la sconfitta.
Le squadre ammesse alle coppe europee sono cinque: i campioni e i vicecampioni ai preliminari della UEFA Champions League 2019-2020, mentre sono tre i posti per la UEFA Europa League 2019-2020.

## Squadre partecipanti
| Club             | Città      | Stadio                        | Stagione precedente         |
| ---------------- | ---------- | ----------------------------- | --------------------------- |
| AEK Atene        | Atene      | Olympiakó Stádio Spyros Louis | Campione                    |
| Apollōn Smyrnīs  | Atene      | Georgios Kamaras Stadium      | 14º posto                   |
| Arīs Salonicco   | Salonicco  | Stadio Kleanthis Vikelidis    | 2º posto in Football League |
| Asteras Tripolīs | Tripoli    | Stadio Theodōros Kolokotrōnīs | 5º posto                    |
| Atromītos        | Peristeri  | Stadio Peristeri              | 4º posto                    |
| Lamia            | Lamia      | Stadio Municipale di Lamia    | 12º posto                   |
| Larissa          | Larissa    | AEL FC Arena                  | 11º posto                   |
| Levadeiakos      | Livadia    | Stadio Levadias               | 10º posto                   |
| OFI Creta        | Candia     | Stadio T. Vardinogiannis      | 1º posto in Football League |
| Olympiacos       | Il Pireo   | Stadio Geōrgios Karaiskakīs   | 3º posto                    |
| Panaitōlikos     | Agrinio    | Stadio Panaitolikou           | 8º posto                    |
| Panathīnaïkos    | Atene      | Stadio Apostolos Nikolaidis   | 13º posto                   |
| Paniōnios        | Nea Smyrnī | Stadio Nea Smyrnī             | 7º posto                    |
| PAOK             | Salonicco  | Stadio Toumba                 | 2º posto                    |
| PAS Giannina     | Giannina   | Stadio Zosimades              | 9º posto                    |
| Xanthī           | Xanthi     | Xanthi FC Arena               | 6º posto                    |

## Classifica finale
|                   | Pos. | Squadra             | Pt | G  | V  | N  | P  | GF | GS | DR  |
| ----------------- | ---- | ------------------- | -- | -- | -- | -- | -- | -- | -- | --- |
| Grecia (bandiera) | 1.   | PAOK (-2)           | 80 | 30 | 26 | 4  | 0  | 66 | 14 | +52 |
|                   | 2.   | Olympiacos          | 75 | 30 | 24 | 3  | 3  | 71 | 17 | +54 |
|                   | 3.   | AEK Atene (-3)      | 57 | 30 | 18 | 6  | 6  | 50 | 19 | +31 |
|                   | 4.   | Atromītos           | 52 | 30 | 15 | 7  | 8  | 41 | 28 | +13 |
|                   | 5.   | Arīs Salonicco      | 49 | 30 | 15 | 4  | 11 | 46 | 33 | +13 |
|                   | 6.   | Paniōnios           | 38 | 30 | 11 | 5  | 14 | 27 | 45 | -18 |
|                   | 7.   | Lamia               | 37 | 30 | 9  | 10 | 11 | 28 | 37 | -9  |
|                   | 8.   | Panathīnaïkos (-11) | 36 | 30 | 13 | 8  | 9  | 38 | 30 | +8  |
|                   | 9.   | Panaitōlikos        | 36 | 30 | 10 | 6  | 14 | 34 | 48 | -14 |
|                   | 10.  | Larissa             | 34 | 30 | 8  | 10 | 12 | 26 | 34 | -8  |
|                   | 11.  | Asteras Tripolīs    | 33 | 30 | 8  | 9  | 13 | 25 | 30 | -5  |
|                   | 12.  | Xanthī              | 32 | 30 | 7  | 11 | 12 | 22 | 34 | -12 |
|                   | 13.  | OFI Creta           | 32 | 30 | 7  | 11 | 12 | 30 | 42 | -12 |
|                   | 14.  | PAS Giannina        | 27 | 30 | 7  | 6  | 17 | 19 | 38 | -19 |
|                   | 15.  | Levadeiakos         | 21 | 30 | 5  | 6  | 19 | 15 | 45 | -30 |
|                   | 16.  | Apollōn Smyrnīs     | 10 | 30 | 2  | 4  | 24 | 11 | 55 | -44 |

Legenda: 

      Campione di Grecia e ammesso alla UEFA Champions League 2019-2020
      Ammesso alla UEFA Europa League 2019-2020
  Partecipa ai play-out.
      Retrocesse in Souper Ligka 2 2019-2020
Regolamento:

Tre punti a vittoria, uno a pareggio, zero a sconfitta.
Note:
Il Panathinaikos ha scontato 11 punti di penalizzazione.
L'AEK Atene ha scontato 3 punti di penalizzazione.
Il PAOK Salonicco ha scontato 2 punti di penalizzazione.

## Risultati
|                  | AEK  | Lar  | Apo  | ArS  | Ast  | Atr  | Lam | Lev  | OFI  | Oly  | Pnt  | Pan  | Pno  | PAO  | PAS  | Xan  |
| ---------------- | ---- | ---- | ---- | ---- | ---- | ---- | --- | ---- | ---- | ---- | ---- | ---- | ---- | ---- | ---- | ---- |
| AEK Atene        | –––– | 0-1  | 2-1  | 4-0  | 3-0  | 0-2  | 2-0 | 1-0  | 1-0  | 1-1  | 0-0  | 4-0  | 4-0  | 1-1  | 2-0  | 2-0  |
| Larissa          | 0-0  | –––– | 3-0  | 0-0  | 2-1  | 0-1  | 1-2 | 2-0  | 0-0  | 0-3  | 1-3  | 1-0  | 4-2  | 1-1  | 2-0  | 1-1  |
| Apollōn Smyrnīs  | 0-2  | 0-1  | –––– | 1-2  | 0-2  | 1-1  | 0-3 | 0-0  | 0-0  | 0-2  | 1-3  | 0-1  | 0-2  | 1-5  | 1-2  | 1-0  |
| Arīs Salonicco   | 2-0  | 2-0  | 5-0  | –––– | 2-0  | 0-2  | 1-0 | 2-0  | 3-1  | 0-1  | 1-1  | 1-2  | 1-1  | 1-2  | 1-0  | 7-2  |
| Asteras Tripolīs | 0-1  | 2-0  | 2-0  | 0-3  | –––– | 1-1  | 0-0 | 0-0  | 2-1  | 0-2  | 1-1  | 3-0  | 3-0  | 0-3  | 1-0  | 0-1  |
| Atromītos        | 0-1  | 2-0  | 1-0  | 4-2  | 3-2  | –––– | 1-0 | 1-0  | 0-2  | 1-2  | 2-0  | 2-2  | 3-0  | 1-1  | 1-0  | 0-0  |
| Lamia            | 2-2  | 2-1  | 2-1  | 0-3  | 0-0  | 2-1  | ––– | 3-2  | 1-1  | 1-3  | 1-0  | 0-2  | 1-0  | 0-1  | 1-1  | 0-0  |
| Levadeiakos      | 0-3  | 1-1  | 1-0  | 1-0  | 0-2  | 0-2  | 1-1 | –––– | 2-1  | 0-2  | 0-0  | 1-0  | 1-2  | 1-2  | 0-2  | 1-2  |
| OFI Creta        | 0-3  | 0-0  | 0-0  | 1-2  | 1-1  | 1-1  | 1-3 | 2-0  | –––– | 1-0  | 3-1  | 3-0  | 1-1  | 1-3  | 1-0  | 0-0  |
| Olympiakos       | 4-1  | 4-0  | 1-0  | 4-1  | 2-1  | 2-1  | 3-0 | 1-0  | 5-1  | –––– | 1-1  | 2-1  | 4-0  | 0-1  | 5-0  | 4-0  |
| Panathīnaïkos    | 0-0  | 1-1  | 5-1  | 2-0  | 1-0  | 1-0  | 3-1 | 3-0  | 1-3  | 0-3  | –––– | 4-0  | 1-0  | 0-2  | 2-1  | 2-2  |
| Panaitōlikos     | 2-1  | 2-2  | 2-1  | 1-2  | 1-1  | 1-2  | 2-2 | 2-1  | 2-1  | 0-5  | 0-1  | –––– | 5-0  | 1-2  | 1-0  | 0-0  |
| Paniōnios        | 0-2  | 1-0  | 0-1  | 1-0  | 1-0  | 2-2  | 1-0 | 1-1  | 2-2  | 0-1  | 2-0  | 3-0  | –––– | 0-1  | 2-1  | 1-0  |
| PAOK             | 2-0  | 2-1  | 2-0  | 1-1  | 1-0  | 3-0  | 3-0 | 5-0  | 4-0  | 3-1  | 2-0  | 2-1  | 3-0  | –––– | 2-1  | 2-0  |
| PAS Giannina     | 0-4  | 0-0  | 1-0  | 1-0  | 0-0  | 0-2  | 0-0 | 2-0  | 1-1  | 1-2  | 1-0  | 0-2  | 3-1  | 0-2  | –––– | 0-0  |
| Xanthī           | 1-3  | 1-0  | 2-0  | 0-1  | 0-0  | 2-1  | 0-0 | 0-1  | 3-0  | 1-1  | 0-1  | 1-1  | 0-1  | 1-2  | 2-1  | –––– |

## Spareggio promozione/retrocessione
| Squadra 1                       | Totale | Squadra 2 | Andata | Ritorno |
| ------------------------------- | ------ | --------- | ------ | ------- |
| 19 maggio 2019 / 22 maggio 2019 |        |           |        |         |
| Platanias                       | 2 - 3  | OFI Creta | 0 - 0  | 2 - 3   |

## Statistiche

### Individuali

#### Classifica marcatori
| Gol |  |  | Giocatore           | Squadra              |
| --- |  |  | ------------------- | -------------------- |
| 19  |  |  | Euthymios Koulourīs | Atromītos            |
| 16  |  |  | Ezequiel Ponce      | AEK Atene            |
| 12  |  |  | Kōstas Fortounīs    | Olympiakos           |
| 11  |  |  | Koka                | Olympiakos           |
| 10  |  |  | Federico Macheda    | Panathīnaïkos        |
| 10  |  |  | Mateo García        | Arīs Salonicco       |
| 10  |  |  | Giōrgos Masouras    | Paniōnios/Olympiakos |
| 9   |  |  | Aleksandar Prijović | PAOK                 |
| 9   |  |  | Jerónimo Barrales   | Lamia                |
| 9   |  |  | Hamza Younés        | Arīs Salonicco       |
| 8   |  |  | Erik Jendrišek      | Xanthī               |
| 8   |  |  | Diego Biseswar      | PAOK                 |
| 8   |  |  | Nicolas Diguiny     | Aris Salonicco       |